# Entidad de población (Chile)

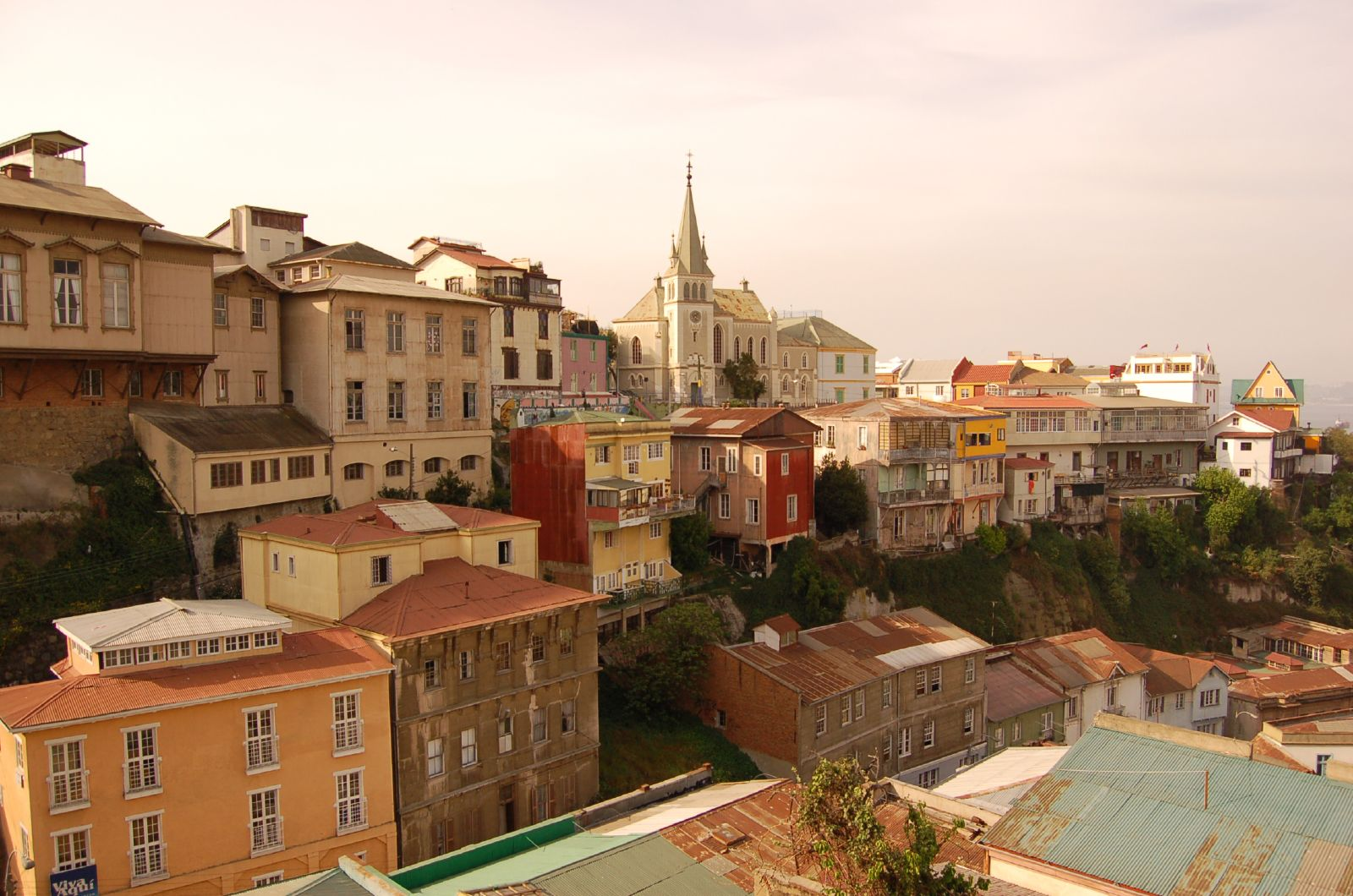
Ciudad de Valparaíso, perteneciente al área metropolitana del Gran Valparaíso, ubicada en la Provincia de Valparaíso, en la Región de Valparaíso.

Una entidad de población, en geografía, hace referencia a asentamientos humanos situados en una localidad poblada. Las entidades de población poseen nombre propio y se diferencian unas de otras por las «características de su poblamiento», las que se encuentran distribuidas en categorías. De acuerdo a su población total, y al tipo de actividad económica predominante, las entidades de población se han clasificado en dos tipos:
- Entidad urbana
- Entidad rural